# ماريا فكتوريا دراجوس
ماريا فكتوريا دراجوس (بالألمانية: Maria Dragus)‏ هي ممثلة ألمانية، ولدت في 1994 بغالاتس في رومانيا. من الجوائز التي نالتها جائزة الفيلم الألماني ‏.

## أعمال

### أفلام
- (2009) الشريط الأبيض[3][4]

## جوائز
- جائزة الفيلم الألماني [الإنجليزية]‏

## وصلات خارجية
- ماريا فكتوريا دراجوس على موقع IMDb (الإنجليزية)
- ماريا فكتوريا دراجوس على موقع روتن توميتوز (الإنجليزية)
- ماريا فكتوريا دراجوس على موقع مونزينجر (الألمانية)
- ماريا فكتوريا دراجوس على موقع قاعدة بيانات الأفلام العربية
- ماريا فكتوريا دراجوس على موقع ألو سيني (الفرنسية)
- ماريا فكتوريا دراجوس على موقع أول موفي (الإنجليزية)
- ماريا فكتوريا دراجوس على موقع قاعدة بيانات الأفلام السويدية (السويدية)
- ماريا فكتوريا دراجوس على موقع قاعدة بيانات الفيلم (الإنجليزية)
- ماريا فكتوريا دراجوس على موقع ليتربوكسد (الإنجليزية)
- ماريا فكتوريا دراجوس على موقع كينوبويسك (الروسية)